# Aurorachelys gaffneyi
Aurorachelys gaffneyi (черепаха-аврора Гаффнея) — єдиний вид вимерлих черепах роду Aurorachelys родини Macrobaenidae, що мешкав 100—85 млн. років тому. Вид отримав назву на честь американського палеонтолога Євгена Гаффнея.

## Опис
Своєю будовою Aurorachelys gaffneyi була схожа на інших представників своєї родини. Втім на відміну від інших великих баенід вид мешкав у Гренландії та Канаді. Команда дослідників виявила рештки Aurarachelys gaffneyi на невеликому острові Аксел-Гейберґ біля західного узбережжя Гренландії. На північ від острова під водою тягнуться вулканічні гори, що входять до складу хребта Альфа. Якщо припущення про те, що хребет Альфа занурився під воду в період останніх геологічних перетворень, вірно, то можна уявити собі, як черепахи подорожували з Євразії до Канади, перепливаючи з острова на острів. Подальше вивчення останків дасть вченим уявлення про те, як існували тварини в той час, коли вміст вуглекислого газу був у 8-16 разів більше, ніж у сучасному світі, на зорі Промислової революції. Можливо, що острови, що проходили вздовж хребта Альфа, були підняті зі дна тими ж геологічними перетвореннями, що призвели до викиду в атмосферу такої кількості двоокису вуглецю.
Хоча знайдені скам'янілості не можуть претендувати на звання найдавнішої черепахи в регіоні, проте, це перші рештки азійського плазуна, виявлені в Північній Америці.
За припущеннями вчених, черепахи мігрували в Північну Америку через Північний полюс близько 90 мільйонів років тому. Знайдені рештки цієї черепахи доводять, що подорож проходила через полярні регіони, а не навколо Аляски, як передбачалося раніш. Це пояснюється тим, що 90 млн. років тому Північний Льодовитий океан був теплим і вільним від льодів. Вода з річок не змішувалася з океанської водою і утворювала величезні прісні зони в районі річкових гирл, що дозволяло черепахам віддалятися від материка, залишаючись у звичному середовищі.